# ألان س. بورتون
ألان س. بورتون هو فيزيائي كندي، ولد في 18 أبريل 1904 في لندن في المملكة المتحدة، وتوفي في 27 يونيو 1979.